# Клычков, Андрей Евгеньевич
Андрей Евгеньевич Клычков (род. 2 сентября 1979, Калининград) — российский государственный и политический деятель, юрист. Губернатор Орловской области с 14 сентября 2018 (врио 5 октября 2017 — 14 сентября 2018). Депутат Московской городской думы от партии КПРФ (2009—2017). Член Президиума Центрального комитета КПРФ с 2013 года. Из-за российского вторжения на Украину и причастности к депортации украинских детей в Россию, находится под санкциями всех стран Евросоюза, Украины и США

## Биография
Родился 2 сентября 1979 года в Калининграде. В юности занимался пятиборьем.
В 2000 году окончил Калининградский юридический институт МВД России (ныне является филиалом Санкт-Петербургского университета МВД России) по специальности «юриспруденция». После окончания вуза два года проработал в уголовном розыске криминальной милиции Калининграда.
В июле 2001 года вступил в Коммунистическую партию Российской Федерации. Работал с обращениями граждан в партийной общественной приёмной, занимал должность помощника юрисконсульта, прошёл путь до заместителя руководителя юридической службы Центрального комитета КПРФ. Представлял интересы КПРФ в Центральной избирательной комиссии и Верховном суде России. Являлся помощником депутата Государственной думы, члена фракции КПРФ Анатолия Локотя.
В 2004 году окончил Российский университет инноваций по специальности «политтехнология». 12 марта 2006 года участвовал в выборах депутатов Калининградской областной думы IV созыва от КПРФ, входил в состав региональной группы «Советская», но в парламент не прошёл. Позже занимал должности референта, старшего референта аппарата фракции КПРФ в Государственной думе.
2 декабря 2007 года принимал участие в выборах в Госдуму V созыва по партийному списку КПРФ (второй номер в региональной группе № 52, Нижегородская область), однако депутатом избран не был.
С 2007 года по 2009 год являлся членом ЦИК России. В 2008 году окончил очно-заочное отделение Дипломатической академии Министерства иностранных дел России по специальности «международные отношения».
В октябре 2008 года на XIII съезде КПРФ был избран членом центрального комитета партии, впоследствии, в частности, на XVII съезде 27 мая 2017 года, неоднократно переизбирался.
11 октября 2009 года был избран в Московскую городскую думу V созыва по списку КПРФ; входил в общегородскую часть списка, возглавлял региональную группу № 14. В столичном парламенте Клычков возглавил фракцию КПРФ. В декабре 2011 года избран депутатом Государственной думы РФ VI, однако отказался от мандата (перешёл В. Р. Родину), оставшись депутатом Московской городской Думы.
Вновь был избран депутатом Мосгордумы на выборах, состоявшихся 14 сентября 2014 года. Баллотировался по одномандатному округу № 21 (часть района Выхино-Жулебино и Рязанского района), обошёл кандидата от партии «Единая Россия» Владимира Зотова (32,16 %) и был избран депутатом VI созыва.
В Мосгордуме являлся руководителем фракции КПРФ, также возглавлял комиссию по делам общественных объединений и религиозных организаций. Входил в состав комиссий по градостроительству, государственной собственности и землепользованию; по законодательству, регламенту, правилам и процедурам; объединенной комиссии Московской городской думы и Московской областной думы по координации законотворческой деятельности по городскому хозяйству и жилищной политике. С 24 февраля 2014 года Клычков — член Президиума ЦК КПРФ, с 27 мая 2017 года — секретарь ЦК КПРФ. Он также является секретарём Московского городского комитета КПРФ, а кроме этого — советником председателя ЦК Геннадия Зюганова.
В сентябре 2016 года Клычков баллотировался в Государственную думу РФ VI, но вновь не получил депутатский мандат. В начале 2017 года политик заявил, что намерен принять участие в выборах мэра Москвы в 2018 году.
5 октября 2017 года указом президента России Владимира Путина назначен временно исполняющим обязанности губернатора Орловской области. Сам Клычков заявил, что для него предложение занять данную должность стало в определённой степени неожиданным. «Это дополнение ценное, которого, может быть, и не хватало. Я рассматриваю данный вопрос не как покидание Москвы, попытку ее бросить, а как дополнительный вызов, который я попытаюсь реализовать», — подчеркнул он.
В единый день голосования 9 сентября 2018 года одержал победу на досрочных выборах губернатора Орловской области, получив 83,55% голосов избирателей. 14 сентября 2018 года Клычков вступил в должность главы региона; церемония инаугурации прошла в Круглом зале областного правительства.

## Личная жизнь
Родители Андрея Клычкова — выпускники Калининградского технического института рыбной промышленности и хозяйства. Отец, Евгений Клычков, занимал должность первого секретаря Центрального райкома ВЛКСМ Калининграда, секретаря по пропаганде и агитации бюро обкома комсомола; работал на Калининградской базе экспедиционного лова мастером по обработке рыбы, помощником капитана по производству на судах флота рыбной промышленности. Мать, Елена Клычкова, работала в Научно-исследовательском институте рыбного хозяйства, где занималась научной и преподавательской деятельностью.
Клычков женат, отец двух сыновей и одной дочери 2008 , 2015 и 2021 годов рождения. Супруга — Валерия, окончила Московский авиационный институт.
Согласно открытым данным, сумма задекларированного дохода Клычкова за 2016 год составила 512,6 тысячи рублей, супруги — 116 тысяч рублей. В пользовании у Клычкова находится квартира площадью 54,5 квадратных метров, ему принадлежит полноприводный автомобиль-транспортер ЛуАЗ-967.
В интервью интернет-изданию «Фамильные ценности» в 2014 году Клычков сообщал, что увлекается различными видами спорта, в том числе катанием на роликовых коньках, велосипедах, лыжах, а также стрельбой в тире, причём последнее назвал увлечением из своего «милицейского прошлого». К своим хобби относит охоту и рыбалку.

## Награды
- Нагрудный знак «80 лет освобождения Гомельской области от немецко-фашистских захватчиков» (Гомель, 03.07.2024)[11].

## Санкции
24 февраля 2023 года Госдепом США Клычков включён в санкционный список лиц причастных к «осуществлению российских операций и агрессии в отношении Украины, а также к незаконному управлению оккупированными украинскими территориями в интересах РФ», в частности за «призыв граждан на войну в Украине».
1 апреля 2023 года внесён в санкционный список Украины как «глава государственного органа, осуществлявший поддержку/поощрение/публичное одобрение политики РФ, направленной на проведение военных действия и геноцид гражданского населения в Украине».
24 июня 2024 года, как причастный к депортации украинских детей в Россию, включён в санкционные списки стран Европейского союза:

В качестве губернатора он участвует в незаконной депортации украинских детей в Россию. Он лично посещал лагеря в России, в которые были высланы украинские дети и давал распоряжения о предоставлении детям российского гражданства. Эти действия нарушают права украинских детей и посягают на украинское законодательство и административный регламент— «Официальный журнал Европейского союза», Брюссель, 24 июня 2024 года